# Qualificazioni al campionato europeo A di football americano 2025
Questa voce raccoglie un approfondimento sui risultati degli incontri e sulle classifiche per l'accesso alla fase finale del Campionato europeo A di football americano 2025.

## Squadre partecipanti
Hanno partecipato alle partite di qualificazione 12 squadre.
| Pr. | Squadra       | Data di iscrizione | Partecipante in quanto | Ultima partecipazione ad un campionato europeo |
| --- | ------------- | ------------------ | ---------------------- | ---------------------------------------------- |
| 1   | Austria       |                    |                        | Europa 2023                                    |
| 2   | Finlandia     |                    |                        | Europa 2023                                    |
| 3   | Italia        |                    |                        | Europa 2023                                    |
| 4   | Svezia        |                    |                        | Europa 2023                                    |
| 5   | Danimarca     |                    |                        | Europa 2023                                    |
| 6   | Gran Bretagna |                    |                        | Europa 2023                                    |
| 7   | Francia       |                    |                        | Europa 2023                                    |
| 8   | Serbia        |                    |                        | Europa 2023                                    |
| 9   | Ungheria      |                    |                        | Europa 2023                                    |
| 10  | Rep. Ceca     |                    |                        | Europa 2023                                    |
| 11  | Svizzera      |                    |                        | Europa 2023                                    |
| 12  | Germania      |                    |                        | Europa 2022-2023                               |

## Gruppi
| Divisione A | Divisione B | Divisione C | Divisione D   |
| ----------- | ----------- | ----------- | ------------- |
| Austria     | Finlandia   | Italia      | Svezia        |
| Serbia      | Francia     | Danimarca   | Gran Bretagna |
| Ungheria    | Rep. Ceca   | Svizzera    | Germania      |

## Calendario

### Divisione A

#### Incontri
| Budapest 12 ottobre 2024, ore 14:00 | Ungheria | 3 – 58 (0-21 3-10 0-14 0-13) | Austria | Budapest Rugby Center (1500 spett.) |

| Zrenjanin 19 ottobre 2024 | Serbia | 19 – 25 (d.t.s.) (14-7 0-0 3-6 2-6 0-6) | Ungheria | Rusanda Stadion |

| Salisburgo 27 ottobre 2024, ore 13:00 | Austria   | 78 – 0 (24-0 19-0 14-0 21-0) referto | Serbia | Ducks Pond (1500 spett.) |
| Herz 11':14" Q1 ( FG ) 19yd Mayr 5':57" Q1 ( TD ) 11yd pass from N. Hrouda Herz Q1 ( pat ) Mayr 1':50" Q1 ( TD ) 13yd pass from N. Hrouda Herz Q1 ( pat ) Eder 1':27" Q1 ( TD ) 23yd pass from N. Hrouda Herz Q1 ( pat ) S. Platzgummer 10':14" Q2 ( TD ) 34yd run Haun 5':40" Q2 ( TD ) 2yd pass from N. Hrouda Eder 1':13" Q2 ( TD ) 19yd pass from Reischl Herz Q2 ( pat ) Eckerstofer 7':29" Q3 ( TD ) 33yd pass from Reischl Herz Q3 ( pat ) Haun 1':00" Q3 ( TD ) 39yd punt return Herz Q3 ( pat ) Bonatti 10':24" Q4 ( TD ) 29yd run Herz Q4 ( pat ) Haslwanter 5':34" Q4 ( TD ) 16yd run Herz Q4 ( pat ) Keimel 1':09" Q4 ( TD ) 9yd pass from Reischl Herz Q4 ( pat ) Marcatori |           |                                      |        |                          |
| |           |                                      |        |                          |
| Herz 11':14" Q1 (FG) 19yd Mayr 5':57" Q1 (TD) 11yd pass from N. Hrouda Herz Q1 (pat) Mayr 1':50" Q1 (TD) 13yd pass from N. Hrouda Herz Q1 (pat) Eder 1':27" Q1 (TD) 23yd pass from N. Hrouda Herz Q1 (pat) S. Platzgummer 10':14" Q2 (TD) 34yd run Haun 5':40" Q2 (TD) 2yd pass from N. Hrouda Eder 1':13" Q2 (TD) 19yd pass from Reischl Herz Q2 (pat) Eckerstofer 7':29" Q3 (TD) 33yd pass from Reischl Herz Q3 (pat) Haun 1':00" Q3 (TD) 39yd punt return Herz Q3 (pat) Bonatti 10':24" Q4 (TD) 29yd run Herz Q4 (pat) Haslwanter 5':34" Q4 (TD) 16yd run Herz Q4 (pat) Keimel 1':09" Q4 (TD) 9yd pass from Reischl Herz Q4 (pat)                                                     | Marcatori |                                      |        |                          |

#### Classifica
| Pos. | Squadra  | PCT   | G | V | P | PF  | PS  |
| ---- | -------- | ----- | - | - | - | --- | --- |
| 1    | Austria  | 1.000 | 2 | 2 | 0 | 136 | 3   |
| 2    | Ungheria | .500  | 2 | 1 | 1 | 28  | 77  |
| 3    | Serbia   | .000  | 2 | 0 | 2 | 19  | 103 |

### Divisione B

#### Incontri
| Ústí nad Labem 13 ottobre 2024 | Rep. Ceca | 6 – 28 | Finlandia | Městský stadion |

| Lilla 20 ottobre 2024 | Francia | 7 – 14 | Rep. Ceca |  |

| Vantaa 26 ottobre 2024 | Finlandia | 10 – 9 | Francia | Myyrmäen jalkapallostadion |

#### Classifica
| Pos. | Squadra   | PCT   | G | V | P | PF | PS |
| ---- | --------- | ----- | - | - | - | -- | -- |
| 1    | Finlandia | 1.000 | 2 | 2 | 0 | 38 | 15 |
| 2    | Rep. Ceca | .500  | 2 | 1 | 1 | 20 | 35 |
| 3    | Francia   | .000  | 2 | 0 | 2 | 16 | 24 |

### Divisione C

#### Incontri
| Thun 12 ottobre 2024 | Svizzera | 0 – 45 | Italia | Stadion Lachen |

| Copenaghen 19 ottobre 2024 | Danimarca | 27 – 7 | Svizzera |  |

| Milano 26 ottobre 2024 | Italia | 28 – 27 | Danimarca | Velodromo Maspes-Vigorelli |

#### Classifica
| Pos. | Squadra   | PCT   | G | V | P | PF | PS |
| ---- | --------- | ----- | - | - | - | -- | -- |
| 1    | Italia    | 1.000 | 2 | 2 | 0 | 73 | 27 |
| 2    | Danimarca | .500  | 2 | 1 | 1 | 54 | 35 |
| 3    | Svizzera  | .000  | 2 | 0 | 2 | 7  | 72 |

### Divisione D

#### Incontri
| Karlstad 13 ottobre 2024 | Svezia | 20 – 19 | Gran Bretagna |  |

| Coventry 19 ottobre 2024 | Gran Bretagna | 11 – 49 | Germania |  |

| Krefeld 26 ottobre 2024 | Germania | 42 – 6 | Svezia |  |

#### Classifica
| Pos. | Squadra       | PCT   | G | V | P | PF | PS |
| ---- | ------------- | ----- | - | - | - | -- | -- |
| 1    | Germania      | 1.000 | 2 | 2 | 0 | 91 | 17 |
| 2    | Svezia        | .500  | 2 | 1 | 1 | 26 | 61 |
| 3    | Gran Bretagna | .000  | 2 | 0 | 2 | 30 | 69 |

### Verdetti
- Austria, Finlandia, Italia e Germania ammesse al tabellone principale.
- Ungheria, Rep. Ceca, Danimarca e Svezia ammesse al tabellone per i posti dal 5º all'8º.
- Serbia, Francia, Svizzera e Gran Bretagna ammesse al tabellone per i posti dal 9º al 12º.

## Marcatori
| Giocatore      | Naz.    | TD rush | TD recv | TD int | TD p.ret | TD k.ret | TD oth | Xp1 | Xp2 | FG | Saf | Totale |
| -------------- | ------- | ------- | ------- | ------ | -------- | -------- | ------ | --- | --- | -- | --- | ------ |
| Herz           | Austria | 0       | 0       | 0      | 0        | 0        | 0      | 9   | 0   | 1  | 0   | 12     |
| Eder           | Austria | 0       | 2       | 0      | 0        | 0        | 0      | 0   | 0   | 0  | 0   | 12     |
| Haun           | Austria | 0       | 1       | 0      | 1        | 0        | 0      | 0   | 0   | 0  | 0   | 12     |
| Mayr           | Austria | 0       | 2       | 0      | 0        | 0        | 0      | 0   | 0   | 0  | 0   | 12     |
| Bonatti        | Austria | 1       | 0       | 0      | 0        | 0        | 0      | 0   | 0   | 0  | 0   | 6      |
| Eckerstofer    | Austria | 0       | 1       | 0      | 0        | 0        | 0      | 0   | 0   | 0  | 0   | 6      |
| Haslwanter     | Austria | 1       | 0       | 0      | 0        | 0        | 0      | 0   | 0   | 0  | 0   | 6      |
| Keimel         | Austria | 0       | 1       | 0      | 0        | 0        | 0      | 0   | 0   | 0  | 0   | 6      |
| S. Platzgummer | Austria | 1       | 0       | 0      | 0        | 0        | 0      | 0   | 0   | 0  | 0   | 6      |

## Passer rating
La classifica tiene in considerazione soltanto i quarterback con almeno 10 lanci effettuati.
| Giocatore   | Naz.    | G | Att | Comp | Int | Yds | TD | NFL | NCAA |
| ----------- | ------- | - | --- | ---- | --- | --- | -- | --- | ---- |
| N. Hrouda   | Austria | 1 | 19  | 13   | 1   | 205 | 4  |     |      |
| Reischl     | Austria | 1 | 13  | 8    | 0   | 97  | 3  |     |      |
| Jovanović   | Serbia  | 1 | 20  | 7    | 2   | -8  | 0  |     |      |
| Obradinović | Serbia  | 1 | 1   | 0    | 1   | 0   | 0  |     |      |